# Mistrovství světa ve florbale 2008
Mistrovství světa ve florbale mužů 2008 bylo 7. ročníkem mistrovství světa mužů. Konalo se po deseti letech v Česku, v Praze a Ostravě. Od tohoto mistrovství došlo ke změně termínu pořádání na prosinec. Předchozí mistrovství se vždy konaly v květnu.
Ve finále zvítězilo Finsko. Bylo to poprvé co mistrovství světa mužů vyhrál jiný tým než Švédsko.
Česko skončilo na čtvrtém místě. V základní skupině český tým dosáhl do té doby nejlepšího výsledku proti švédské reprezentaci, kdy prohrál jen o jediný gól, 4:5.
Turnaj měl rekordní celkovou návštěvnost 104 018 diváků.

## Zúčastněné země – Divize A
Zúčastnilo se jej 10 celků.
| Švédsko   |
| Česko     |
| Rusko     |
| Itálie    |
| Lotyšsko  |
| Finsko    |
| Norsko    |
| Švýcarsko |
| Dánsko    |
| Estonsko  |

## Zúčastněné země – Divize B
Zúčastnilo se jej 10 celků.
| Německo        |
| Rakousko       |
| Singapur       |
| Velká Británie |
| Slovinsko      |
| Polsko         |
| USA            |
| Maďarsko       |
| Japonsko       |
| Nizozemsko     |

## Stadiony
| Město   | Stadion   |
| ------- | --------- |
| Praha   | O2 arena  |
| Ostrava | ČEZ Aréna |

## Rozhodčí
Na turnaji celkem řídilo utkání šestnáct hlavních rozhodčích.
| Země      | Rozhodčí                       |
| --------- | ------------------------------ |
| Česko     | Daniel Bartošek                |
| Česko     | Petr Černý                     |
| Česko     | Michael Bartošek               |
| Česko     | Jiří Janoušek                  |
| Finsko    | Vesa Vilkki                    |
| Finsko    | Mikko Alakare                  |
| Norsko    | Rune Ali Zouhar                |
| Norsko    | Kim-Alexander Hofgaard Jorstad |
| Švédsko   | Kalle Fahlander                |
| Švédsko   | Thomas Andersson               |
| Švédsko   | Martin Polverari               |
| Švédsko   | Mike Bengtsson                 |
| Švýcarsko | Thomas Kläsi                   |
| Švýcarsko | Thomas Baumgartner             |
| Švýcarsko | Philippe Renz                  |
| Švýcarsko | Thomas Erhard                  |

## Skupiny

### Divize A

#### Skupina A
Tabulka
| Poř. | Tým      | Z | V | R | P | VG | IG | +/- | B |
| ---- | -------- | - | - | - | - | -- | -- | --- | - |
| 1.   | Švédsko  | 4 | 4 | 0 | 0 | 53 | 9  | +44 | 8 |
| 2.   | Česko    | 4 | 3 | 0 | 1 | 29 | 11 | +18 | 6 |
| 3.   | Lotyšsko | 4 | 2 | 0 | 2 | 20 | 23 | -3  | 4 |
| 4.   | Rusko    | 4 | 0 | 1 | 3 | 12 | 37 | -16 | 1 |
| 5.   | Itálie   | 4 | 0 | 1 | 3 | 12 | 46 | -34 | 1 |

Zápasy
| 6. prosince 2008 14:10 | Švédsko | 18 : 0 (7:0, 5:0, 6:0) | Itálie | ČEZ Aréna, Ostrava Návštěvnost: 1738 |  |

| Zpráva |

| 6. prosince 2008 17:10 | Rusko | 1 : 8 (0:2, 1:2, 0:4) | Česko | ČEZ Aréna, Ostrava Návštěvnost: 5108 |  |

| Zpráva |

| 7. prosince 2008 11:10 | Lotyšsko | 4 : 3 (1:1, 1:1, 2:1) | Rusko | ČEZ Aréna, Ostrava Návštěvnost: 1083 |  |

| Zpráva |

| 7. prosince 2008 17:10 | Česko | 4 : 5 (2:1, 1:1, 1:3) | Švédsko | ČEZ Aréna, Ostrava Návštěvnost: 8914 |  |

| Zpráva |

| 8. prosince 2008 11:10 | Itálie | 3 : 9 (0:3, 2:3, 1:3) | Lotyšsko | ČEZ Aréna, Ostrava Návštěvnost: 1098 |  |

| Zpráva |

| 8. prosince 2008 14:10 | Rusko | 1 : 18 (0:6, 1:5, 0:7) | Švédsko | ČEZ Aréna, Ostrava Návštěvnost: 363 |  |

| Zpráva |

| 9. prosince 2008 11:10 | Itálie | 7 : 7 (1:5, 2:1, 4:1) | Rusko | ČEZ Aréna, Ostrava Návštěvnost: 1473 |  |

| Zpráva |

| 9. prosince 2008 17:00 | Lotyšsko | 3 : 5 (1:2, 1:1, 1:2) | Česko | ČEZ Aréna, Ostrava Návštěvnost: 5568 |  |

| Zpráva |

| 10. prosince 2008 11:10 | Švédsko | 12 : 4 (4:1, 3:2, 5:1) | Lotyšsko | ČEZ Aréna, Ostrava Návštěvnost: 2823 |  |

| Zpráva |

| 10. prosince 2008 17:10 | Česko | 12 : 2 (4:0, 5:1, 3:1) | Itálie | ČEZ Aréna, Ostrava Návštěvnost: 4099 |  |

| Zpráva |

#### Skupina B
Tabulka
| Poř. | Tým       | Z | V | R | P | VG | IG | +/- | B |
| ---- | --------- | - | - | - | - | -- | -- | --- | - |
| 1.   | Finsko    | 4 | 4 | 0 | 0 | 34 | 7  | +27 | 8 |
| 2.   | Švýcarsko | 2 | 3 | 0 | 1 | 28 | 17 | +11 | 6 |
| 3.   | Norsko    | 4 | 2 | 0 | 2 | 31 | 32 | -1  | 4 |
| 4.   | Estonsko  | 4 | 1 | 0 | 3 | 18 | 32 | -14 | 3 |
| 5.   | Dánsko    | 4 | 0 | 0 | 4 | 11 | 34 | -23 | 0 |

Zápasy
| 6. prosince 2008 11:10 | Estonsko | 6 : 7 (2:2, 3:3, 1:2) | Švýcarsko | ČEZ Aréna, Ostrava Návštěvnost: 538 |  |

| Zpráva |

| 6. prosince 2008 20:10 | Norsko | 7 : 3 (4:0, 3:0, 0:3) | Dánsko | ČEZ Aréna, Ostrava Návštěvnost: 376 |  |

| Zpráva |

| 7. prosince 2008 14:10 | Finsko | 7 : 0 (4:0, 0:0, 3:0) | Estonsko | ČEZ Aréna, Ostrava Návštěvnost: 5032 |  |

| Zpráva |

| 7. prosince 2008 20:00 | Švýcarsko | 9 : 6 (2:2, 3:3, 4:1) | Norsko | ČEZ Aréna, Ostrava Návštěvnost: 563 |  |

| Zpráva |

| 8. prosince 2008 17:10 | Dánsko | 2 : 8 (1:5, 1:2, 0:1) | Finsko | ČEZ Aréna, Ostrava Návštěvnost: 412 |  |

| Zpráva |

| 8. prosince 2008 20:10 | Estonsko | 5 : 13 (2:3, 1:6, 2:4) | Norsko | ČEZ Aréna, Ostrava Návštěvnost: 256 |  |

| Zpráva |

| 9. prosince 2008 14:00 | Dánsko | 5 : 7 (1:1, 0:2, 4:4) | Estonsko | ČEZ Aréna, Ostrava Návštěvnost: 757 |  |

| Zpráva |

| 9. prosince 2008 20:00 | Finsko | 4 : 0 (0:0, 1:0, 3:0) | Švýcarsko | ČEZ Aréna, Ostrava Návštěvnost: 1691 |  |

| Zpráva |

| 10. prosince 2008 14:10 | Norsko | 5 : 15 (1:2, 1:7, 3:6) | Finsko | ČEZ Aréna, Ostrava Návštěvnost: 913 |  |

| Zpráva |

| 10. prosince 2008 20:01 | Švýcarsko | 12 : 1 (3:0, 5:0, 4:1) | Dánsko | ČEZ Aréna, Ostrava Návštěvnost: 181 |  |

| Zpráva |

### Divize B

#### Skupina C
Tabulka
| Poř. | Tým            | Z | V | R | P | VG | IG | +/- | B |
| ---- | -------------- | - | - | - | - | -- | -- | --- | - |
| 1.   | Německo        | 4 | 4 | 0 | 0 | 62 | 12 | +50 | 8 |
| 2.   | Rakousko       | 4 | 3 | 0 | 1 | 26 | 15 | +11 | 6 |
| 3.   | Singapur       | 4 | 2 | 0 | 2 | 19 | 34 | -15 | 4 |
| 4.   | Slovinsko      | 4 | 1 | 0 | 3 | 17 | 31 | -14 | 2 |
| 5.   | Velká Británie | 4 | 0 | 0 | 4 | 15 | 47 | -32 | 0 |

Zápasy
| 6. prosince 2008 10:10 | Německo | 25 : 5 (6:2, 9:3, 10:0) | Velká Británie | ČEZ Aréna, Ostrava Návštěvnost: 306 |  |

| Zpráva |

| 6. prosince 2008 13:10 | Singapur | 2 : 8 (0:6, 1:1, 1:1) | Rakousko | ČEZ Aréna, Ostrava Návštěvnost: 241 |  |

| Zpráva |

| 7. prosince 2008 10:10 | Slovinsko | 5 : 6 (3:3, 2:2, 0:1) | Singapur | ČEZ Aréna, Ostrava Návštěvnost: 137 |  |

| Zpráva |

| 7. prosince 2008 13:10 | Rakousko | 1 : 6 (1:4, 0:2, 0:0) | Německo | ČEZ Aréna, Ostrava Návštěvnost: 480 |  |

| Zpráva |

| 8. prosince 2008 10:10 | Singapur | 3 : 18 (1:3, 1:6, 1:9) | Německo | ČEZ Aréna, Ostrava Návštěvnost: 85 |  |

| Zpráva |

| 8. prosince 2008 13:10 | Velká Británie | 4 : 5 (1:2, 0:0, 3:3) | Slovinsko | ČEZ Aréna, Ostrava Návštěvnost: 106 |  |

| Zpráva |

| 9. prosince 2008 10:10 | Slovinsko | 4 : 8 (3:2, 0:2, 1:4) | Rakousko | ČEZ Aréna, Ostrava Návštěvnost: 56 |  |

| Zpráva |

| 9. prosince 2008 13:10 | Velká Británie | 3 : 8 (2:2, 0:5, 1:1) | Singapur | ČEZ Aréna, Ostrava Návštěvnost: 126 |  |

| Zpráva |

| 10. prosince 2008 10:10 | Rakousko | 9 : 3 (2:0, 5:3, 2:0) | Velká Británie | ČEZ Aréna, Ostrava Návštěvnost: 226 |  |

| Zpráva |

| 10. prosince 2008 13:10 | Německo | 13 : 3 (2:3, 4:0, 7:0) | Slovinsko | ČEZ Aréna, Ostrava Návštěvnost: 166 |  |

| Zpráva |

#### Skupina D
Tabulka
| Poř. | Tým        | Z | V | R | P | VG | IG | +/- | B |
| ---- | ---------- | - | - | - | - | -- | -- | --- | - |
| 1.   | Polsko     | 4 | 4 | 0 | 0 | 40 | 15 | +25 | 8 |
| 2.   | USA        | 4 | 3 | 0 | 1 | 23 | 19 | +4  | 6 |
| 3.   | Japonsko   | 4 | 2 | 0 | 2 | 21 | 16 | +5  | 4 |
| 4.   | Maďarsko   | 4 | 1 | 0 | 3 | 18 | 31 | -13 | 3 |
| 5.   | Nizozemsko | 4 | 0 | 0 | 4 | 16 | 37 | -21 | 0 |

Zápasy
| 6. prosince 2008 16:10 | Polsko | 14 : 4 (5:0, 4:4, 5:0) | Nizozemsko | ČEZ Aréna, Ostrava Návštěvnost: 408 |  |

| Zpráva |

| 6. prosince 2008 19:10 | Japonsko | 4 : 5 (0:1, 3:2, 1:2) | USA | ČEZ Aréna, Ostrava Návštěvnost: 715 |  |

| Zpráva |

| 7. prosince 2008 16:10 | Maďarsko | 4 : 14 (0:4, 4:5, 0:5) | Polsko | ČEZ Aréna, Ostrava Návštěvnost: 493 |  |

| Zpráva |

| 7. prosince 2008 19:10 | Nizozemsko | 3 : 8 (1:3, 1:4, 1:1) | Japonsko | ČEZ Aréna, Ostrava Návštěvnost: 360 |  |

| Zpráva |

| 8. prosince 2008 16:10 | USA | 7 : 5 (3:2, 4:3, 0:0) | Maďarsko | ČEZ Aréna, Ostrava Návštěvnost: 143 |  |

| Zpráva |

| 8. prosince 2008 19:10 | Polsko | 6 : 4 (2:1, 2:1, 2:2) | Japonsko | ČEZ Aréna, Ostrava Návštěvnost: 192 |  |

| Zpráva |

| 9. prosince 2008 16:10 | Maďarsko | 7 : 5 (2:1, 1:4, 4:0) | Nizozemsko | ČEZ Aréna, Ostrava Návštěvnost: 186 |  |

| Zpráva |

| 9. prosince 2008 19:10 | USA | 3 : 6 (1:1, 1:2, 1:3) | Polsko | ČEZ Aréna, Ostrava Návštěvnost: 463 |  |

| Zpráva |

| 10. prosince 2008 16:10 | Japonsko | 5 : 2 (2:1, 2:0, 1:1) | Maďarsko | ČEZ Aréna, Ostrava Návštěvnost: 261 |  |

| Zpráva |

| 10. prosince 2008 19:10 | Nizozemsko | 4 : 8 (2:2, 0:2, 2:4) | USA | ČEZ Aréna, Ostrava Návštěvnost: 223 |  |

| Zpráva |

## Zápasy – Divize A

### Vyřazovací část

#### Pavouk
|  | Semifinále | Semifinále | Semifinále |  |  | Finále      | Finále      | Finále      |
|  |            |            |            |  |  |             |             |             |
|  | 1A         | Švédsko    | 3          |  |  |             |             |             |
|  | 2B         | Švýcarsko  | 2          |  |  |             |             |             |
|  |            |            |            |  |  |             | Švédsko     | 6           |
|  |            |            |            |  |  |             | Finsko      | 7           |
|  | 1B         | Finsko     | 4          |  |  |             |             |             |
|  | 2A         | Česko      | 2          |  |  | Třetí místo | Třetí místo | Třetí místo |
|  |            |            |            |  |  |             | Švýcarsko   | 5           |
|  |            |            |            |  |  |             | Česko       | 4           |

#### Semifinále
| 13. prosince 2008 19:10 | Švédsko | 3 : 2pp (0:1, 2:1, 0:0, 1:0) | Švýcarsko | O2 arena, Praha Návštěvnost: 7652 |  |

| Zpráva |

| 13. prosince 2008 16:10 | Finsko | 4 : 2 (1:0, 2:1, 1:1) | Česko | O2 arena, Praha Návštěvnost: 10348 |  |

| Zpráva |

#### O 3. místo
| 14. prosince 2008 13:10 | Švýcarsko | 5 : 4pp (1:0, 0:1, 3:3, 1:0) | Česko | O2 arena, Praha Návštěvnost: 13211 |  |

| Zpráva |

#### Finále
| 14. prosince 2008 16:10 | Švédsko | 6 : 7pp (0:4, 3:0, 3:2, 0:1) | Finsko | O2 arena, Praha Návštěvnost: 14208 |  |

| Zpráva |

### O další místa

#### O 7. místo
| 13. prosince 2008 10:10 | Estonsko | 8 : 14 (3:4, 2:8, 3:2) | Rusko | O2 arena, Praha Návštěvnost: 2321 |  |

| Zpráva |

#### O udržení
| 13. prosince 2008 17:10 | Itálie | 2 : 5 (1:1, 0:0, 1:4) | Dánsko | Sparta Arena, Praha Návštěvnost: 92 |  |

| Zpráva |

#### O 5. místo
| 14. prosince 2008 10:10 | Lotyšsko | 6 : 5 (3:0, 1:3, 2:2) | Norsko | O2 arena, Praha Návštěvnost: 3267 |  |

| Zpráva |

## Zápasy – Divize B

### Vyřazovací část

#### Semifinále
| 12. prosince 2008 16:10 | Německo | 9 : 4 (1:2, 3:2, 5:0) | USA |  |  |

| 12. prosince 2008 19:10 | Polsko | 7 : 3 (1:0, 3:1, 3:2) | Rakousko |  |  |

#### O postup do Divize A
| 13. prosince 2008 13:10 | Německo | 11 : 7 (4:1, 5:3, 2:3) | Polsko |  |  |

### O další místa

#### O 13. místo
| 13. prosince 2008 14:10 | USA | 9 : 5 (5:2, 2:1, 2:2) | Rakousko |  |  |

#### O 15. místo
| 13. prosince 2008 11:10 | Singapur | 4 : 2 (0:1, 3:1, 1:0) | Japonsko |  |  |

#### O 17. místo
| 12. prosince 2008 13:10 | Maďarsko | 5 : 4 (1:1, 3:0, 1:3) | Slovinsko |  |  |

#### O 19. místo
| 12. prosince 2008 10:10 | Nizozemsko | 4 : 3 (1:0, 1:1, 2:2) | Velká Británie |  |  |

## Konečné pořadí týmů

### Divize A
| Pořadí           | Tým       |
| ---------------- | --------- |
| Zlatá medaile    | Finsko    |
| Stříbrná medaile | Švédsko   |
| Bronzová medaile | Švýcarsko |
| 4.               | Česko     |
| 5.               | Lotyšsko  |
| 6.               | Norsko    |
| 7.               | Rusko     |
| 8.               | Estonsko  |
| 9.               | Dánsko    |
| 10.              | Itálie    |

### Divize B
| Pořadí | Tým            |
| ------ | -------------- |
| 11.    | Německo        |
| 12.    | Polsko         |
| 13.    | USA            |
| 14.    | Rakousko       |
| 15.    | Singapur       |
| 16.    | Japonsko       |
| 17.    | Maďarsko       |
| 18.    | Slovinsko      |
| 19.    | Nizozemsko     |
| 20.    | Velká Británie |

## All Star tým
Brankář –  Henri Toivoniemi

Obrana –  Daniel Folta,  Henrik Quist

Útok –  Aleš Zálesný,  Fredrik Djurling,  Santtu Manner
Zdroj: